# Dafiti
O Dafiti Group é o maior grupo de e-commerces de moda e lifestyle da América Latina. A Dafiti, criada em 2011, foi o primeiro e-commerce de moda a vender calçados 100% online no Brasil. Ao longo destes sete anos, influenciou o varejo online, transformou os hábitos de compra dos brasileiros e expandiu suas operações para Argentina, Chile e Colômbia. 

## História
A Dafiti, foi lançada em janeiro de 2011, por quatro sócios: Philipp Povel, brasileiro, Malte Huffmann, e Malte Horeyseck, ambos alemães; e o francês Thibaud Lecuyer. O e-commerce contou com o investimento inicial de R$ 50 milhões da alemã Rocket Internet – a incubadora europeia de startups de internet. Ao longo de sua trajetória, dentre seus investidores estiveram Ontario Teachers’ Pension Plan (OTPP), JP Morgan, AB Kinnevik, Quadrant Capital Advisors e IFC, do Banco Mundial. 
A empresa foi o primeiro e-commerce a vender calçados pela Internet no Brasil e ao longo destes sete anos, influenciou o varejo online no país e os hábitos de compra dos brasileiros, principalmente na categoria ‘Moda e Acessórios’: quando surgiu, cerca de 50% de seus consumidores compravam pela primeira vez na Internet. 
Em setembro de 2011, ganhou o selo Diamante da Ebit, que avalia a confiabilidade dos sites de compra online através de pesquisa com os clientes.  A medalha Diamante é um selo de excelência dado às lojas que são avaliadas de forma positiva em diversos quesitos.
No final deste mesmo ano comemorou as aberturas das filiais no Chile, em novembro e da Argentina, em dezembro. 
Em 2012, abriu filial também na Colômbia, comemorou 1 milhão de fãs no Facebook e foi eleita o e- commerce mais influente do Facebook segundo o instituto Data Popular.
Em 2013, com apenas dois anos de história, a Dafiti inaugurou um centro de distribuição em Jundiaí, no interior paulista – uma cidade estratégica para o e-commerce, uma vez que tem escoamento para as principais rodovias do Brasil e a fim de concentrar todas as operações em um único local para aumentar eficiência e reduzir custos.  Com 38 mil m², o “maior guarda-roupa do Brasil” tem capacidade de armazenamento para dez milhões de peças e pode chegar 120 mil metros quadrados de área útil. Atualmente, a empresa também conta com um Centro de Distribuição em Extrema, Minas Gerais e um escritório dedicado a atendimento ao cliente na capital mineira Belo Horizonte. No mesmo ano lançou sua plataforma mobile com aplicativos para os sistemas operacionais iOS e Android e site responsivo ajustável às telas de smartphones e tablets. 
Em abril de 2014, a Dafiti, inspirada na evolução e na atual maturidade do consumidor de moda online, adotou novo posicionamento e identidade visual em todos os países que atua. Com um visual mais clean, a nova identidade refletia a nova inspiração da Dafiti: mais moda e menos complicação.
Em setembro do mesmo ano, a empresa passou a integrar o maior grupo internacional de e-commerces de moda em mercados emergentes, o Global Fashion Group (GFG) que inclui: Lamoda (Russia), Namshi (Oriente Médio), The Iconic (Oceania) e Zalora (Sudeste da Ásia e Austrália). O GFG tem atuação nos cinco continentes, com foco nos mercados em crescimento, cada vez mais conectados e que compram on-line.
Em 2015, com o objetivo de aproximar o e-commerce de moda aos consumidores, inaugurou a loja conceito temporária Dafiti Live, oferecendo uma experiência de compra inédita aos clientes. O espaço proporcionava a possibilidade de experimentar e conhecer as peças vendidas no e-commerce, a facilidade de realizar o pagamento pelo smartphone ou tablet em qualquer canto da loja e receber os produtos em casa com frete grátis e entrega em 24 horas para São Paulo. 
Em julho do mesmo ano, ocorreu a fusão com os e-commerces Kanui, líder online de moda urbana, e Tricae, líder no e-commerce de produtos para mães, bebês e crianças até 12 anos, que deu origem ao Dafiti Group, criado para prover aos seus clientes o melhor serviço de entrega, com uma oferta completa de moda, esportes e estilo de vida. A partir deste momento, o Dafiti Group passou a representar a América Latina, no Global Fashion Group (GFG), maior grupo internacional de e-commerces de moda em mercados emergentes.
Em agosto, a Dafiti anunciou a abertura de marketplace para marcas voltadas às categorias de moda e lifestyle, com o objetivo de oferecer um aumento de portfólio em novas categorias e nichos. Além de proporcionar oportunidades para pequenos e médios empresários comercializarem seus produtos no maior grupo de e-commerces do segmento de moda. 
Ainda no mesmo ano, em outubro, a empresa iniciou uma nova operação de Serviço de Atendimento ao Cliente em Belo Horizonte (MG). Com o intuito de aprimorar e otimizar o atendimento ao cliente, a central contava inicialmente com 200 funcionários dedicados exclusivamente ao relacionamento com os consumidores da empresa.
Em fevereiro de 2016, o e-commerce foi premiado pela revista Fast Company, mídia líder em progresso dos negócios no ranking anual “50 Empresas mais Inovadoras do Mundo em 2016”, como uma das 5 das empresas mais inovadoras da América Latina. Este ranking é considerado uma das principais vitrines para a inovação do mundo. 
Em abril do mesmo ano, a marca lançou a campanha sua smartfashion (#smartfashion), que apresenta um conceito único de marca ao mercado, baseado nos benefícios que a Dafiti oferece aos consumidores: amplo portfólio, curadoria de moda, preço justo e conveniência de compra, elementos que compõem a forma mais inteligente de comprar moda. Através da palavra smart, utilizada para gadgets tecnológicos, a Dafiti se apropria deste significado para ilustrar o comportamento inteligente também para os consumidores de moda, que em diversas situações do cotidiano podem realizar compra de qualquer lugar, 24 horas por dia, 7 dias por semana. 
Ainda em 2016, recebeu o prêmio de loja mais querida na categoria “Moda e Acessórios” por meio de voto popular no site da E-Bit. A premiação ocorreu durante o evento VTEX Day 2016. A Dafiti conquistou, pela segunda vez, o prêmio como loja mais querida na categoria. 
Também em 2017, a Dafiti obteve importante destaque e reconhecimento pela sua excelência em atendimento ao consumidor: foi considerada uma das marcas que mais se empenha em resolver problemas de seus clientes pelo estudo “Customer: Company Effort Score”, realizado pela Ipsos e conquistou o selo RA1000, que destaca as empresas que possuem excelentes índices de atendimento no Reclame Aqui, tais como: número de avaliações igual ou superior a 50, índice de resposta igual ou superior a 90%, índice de solução igual ou superior a 90%, média das avaliações dadas pelo consumidor igual ou superior a 7 e índice de novos negócios igual ou superior a 70%.  
No final desse mesmo ano, a Dafiti foi a primeira varejista na América Latina a se unir ao Santander e à Mastercard para o lançamento do projeto Identity Check Mobile. Ao longo de um mês, as empresas fizeram testes com a solução de pagamentos, autenticados de forma online com o uso da biometria – seja pela impressão digital ou reconhecimento facial. O objetivo era verificar, de forma simples e segura, a identidade do portador do cartão, sem a necessidade de digitar a senha. 
O início de 2018 continua promissor para o Grupo: em janeiro, a Dafiti completou sete anos de sucesso exponencial e reafirmou seu caráter Smartfashion (proporcionar ao cliente uma experiência de compra inteligente que combina um amplo portfólio de produtos com curadoria de moda, a preço justo, com a conveniência de comprar em qualquer lugar, a qualquer hora), com o lançamento da campanha “o look que não sai da sua cabeça, tá na Dafiti”. 
Já em abril, o Dafiti Group reportou resultado financeiro expressivo com Receita Líquida de Venda de Mercadoria (Net Merchandise Value) de R$ 1.422,5 bilhão no ano de 2017, o que corresponde a um crescimento de 16,9% em relação ao ano de 2016. Com destaque para o quarto trimestre, que reportou um avanço de 22,1% frente ao mesmo período do ano anterior, com NMV de R$ 438,7 milhões.
Ainda neste mês, a Dafiti apresentou duas grandes novidades em inovação: o e-commerce lançou o projeto Retira Fácil. Nesse primeiro momento, o consumidor pode selecionar se gostaria de receber os produtos em casa ou retirá-los em um dos mais de 10 pontos fixos espalhados na cidade de São Paulo.  
O segundo lançamento diz respeito à um novo meio de pagamento: a Dafiti é o primeiro e-commerce de moda latino-americano a disponibilizar a possibilidade de compra via Apple Pay, ajudando a melhorar ainda mais a experiência de compra dos seus clientes por dispositivos móveis ao unir facilidade, segurança, privacidade e conveniência.
Em 2019, o Global Fashion Group, mantenedor da Dafiti, alça um novo feito: em julho, o Grupo abre IPO na bolsa de Frankfurt e reforça a nossa atuação como time global, referência de moda e lifestyle ao redor de quatro continentes em 17 países. 
A boa fase perdurou por todo o ano, que contou com lançamentos de colaborações exclusivas nos sites do Dafiti Group: Dafiti, pela primeira vez, apresentou uma parceria com influencer, com peças desenvolvidas em parceria com Lu Ferreira, do Chata de Galocha – uma linha feminina, de vestuário e calçados, com grade estendida. Em dezembro foi a vez da Tricae e da Kanui, com lançamentos com a influencer Taciele Alcolea e com o rapper, Rincon Sapiência, respectivamente. 

Para coroar o ano, a Dafiti entregou a melhor Black Friday de sua história, com alcances inéditos e significativos – 98% dos municípios brasileiros emitiram pedidos, houve recordes de downloads do app em um só dia e de compras por minuto. 